# キャサリン・メーニッヒ
キャサリン・シアン・メーニッヒ（Katherine Sian Moennig [ˈmɛnɪɡ], 1977年12月29日 - ）は、アメリカ合衆国の女優。ペンシルベニア州フィラデルフィア出身。

## 生い立ち
1977年12月29日、ブロードウェイダンサーのメアリー・ザーンとヴァイオリン製作者のウィリアム・メーニッヒの娘として、ペンシルバニア州のフィラデルフィアに生まれる。ブライス・ダナーの姪であり、グウィネス・パルトローの従妹でもある。ドイツ人、スコットランド人、アイルランド人の血を引く。「メーニッヒ」はドイツ系の姓。

## キャリア
18歳でニューヨークに移り、アメリカン・アカデミー・オブ・ドラマティック・アーツで演技を学んだ。モデルや舞台俳優として活動した後、2000年にテレビシリーズ『Young Americans』に出演。映画『ボーイズ・ドント・クライ』のオーディションを受けたが、主役に選ばれたのはヒラリー・スワンクだった。
2004年から2009年にかけて、ロサンゼルスのレズビアンやバイセクシャルの女性たちの人生を描いたテレビドラマ『Lの世界』にシェーン役で出演。2008年6月22日には同作のDVD発売記念キャンペーンのため初来日。成田空港には関係者やスタッフの予想を遥かに上回る約1,000人のファンが集まり、急遽到着ロビーが変更されるなど混乱が起きた。
2019年から放送が開始された、『Lの世界』の続編ドラマ『Lの世界 ジェネレーションQ』では、前作に引き続きシェーン役で出演。2020年5月より、アリス役のレイシャ・ヘイリーと共にMCを務めるポッドキャスト『PANTS with Kate and Leisha』も配信開始された。

## 私生活
ドラマ『Lの世界』に出演中、ユニセックスなルックスに加え、過去出演作でトランスジェンダーの役を演じたことや映画『ボーイズ・ドント・クライ』のオーディションを受けていたこともあり、メーニッヒ自身のセクシュアリティに関して大きな関心が寄せられた。メーニッヒはそれについてノーコメントを貫いていたが、2017年にブラジルの映画監督でディスコパンクバンド・CSSの女性ギタリスト兼シンセサイザー担当のアナ・レゼンデと結婚した。

## 主な出演作品

### 映画
| 公開年 | 邦題 原題                                                  | 役名                   | 備考 |
| ------ | ---------------------------------------------------------- | ---------------------- | ---- |
| 2000   | The Ice People                                             | ワンジャ・カジンスキー | 短編 |
| 2001   | シッピング・ニュース The Shipping News                     | グレース・ムースアップ |      |
| 2001   | ラブ・ザ・ハード・ウェイ 疑惑の男 Love the Hard Way        | デビー                 |      |
| 2001   | Slo-Mo                                                     | レイブン               | 短編 |
| 2004   | Invitation to a Suicide                                    | エヴァ                 |      |
| 2006   | アートスクール・コンフィデンシャル Art School Confidential | キャンディス           |      |
| 2009   | みんな元気 Everybody's Fine                                | ジリー                 |      |
| 2011   | リンカーン弁護士 The Lincoln Lawyer                        | グロリア               |      |
| 2012   | ファインド・アウト Gone                                    | エリカ・ロンズデール   |      |
| 2014   | デフォルト・ハイジャック Default                           | ジュリアナ             |      |
| 2016   | My Dead Boyfriend                                          | ゾーイ                 |      |
| 2017   | Lane 1974                                                  | ハレルヤ               |      |

### テレビシリーズ
| 放送年    | 邦題 原題                                                  | 役名                               | 備考                                                             |
| --------- | ---------------------------------------------------------- | ---------------------------------- | ---------------------------------------------------------------- |
| 2000      | Young Americans                                            | ジャクリーン・"ジェイク"・プラット | 8エピソード                                                      |
| 2001      | ロー&オーダー Law & Order                                  | メリッサ                           | 1エピソード                                                      |
| 2003      | LAW & ORDER:性犯罪特捜班 Law & Order: Special Victims Unit | シェリル・エイブリィ               | 1エピソード                                                      |
| 2004-2009 | Lの世界 The L Word                                         | シェーン・マッカチョン             | メインキャスト 70エピソード                                      |
| 2008      | CSI:マイアミ CSI: Miami                                    | メリー・ランディス                 | 1エピソード                                                      |
| 2009      | スリー・リバーズ～命をつなぐ熱き医師たち Three Rivers      | Dr.ミランダ・フォスター            | 10エピソード                                                     |
| 2013-2020 | レイ・ドノヴァン ザ・フィクサー Ray Donovan                | リーナ                             | メインキャスト 60エピソード                                      |
| 2019      | Grown-ish                                                  | ペイジ・ヒューソン教授             | 8エピソード                                                      |
| 2019-     | Lの世界 ジェネレーションQ The L Word: Generation Q         | シェーン・マッカチョン             | 『Lの世界』の続編 メインキャスト兼エグゼクティブ・プロデューサー |